# Music from "The Elder"
Music from "The Elder" es el noveno álbum de estudio de la banda estadounidense de hard rock Kiss, publicado el 10 de noviembre de 1981 a través de Casablanca Records. Este trabajo supuso el debut del batería Eric Carr y la última grabación del guitarrista Ace Frehley con el grupo hasta la reunión de la formación original en Psycho Circus (1998). Music from "The Elder", un álbum conceptual desarrollado como la banda sonora de una película que nunca llegó a filmarse, fue un fracaso comercial y crítico y provocó la salida de Frehley por su descontento con la dirección tomada.
La mala recepción del disco llevó a que la banda optara por no realizar una gira de conciertos y a aparecer únicamente en programas televisivos. Junto a Carnival of Souls: The Final Sessions (1997), Sonic Boom (2009) y Monster (2012), Music from "The Elder" es uno de los cuatro álbumes de la agrupación que aún no ha recibido alguna certificación por parte de la RIAA. Desde su lanzamiento, los miembros de la banda han ignorado este trabajo y sus canciones rara vez son interpretadas en directo, con la excepción del sencillo «A World Without Heroes», grabado en formato acústico para el álbum Kiss Unplugged (1996)

## Trasfondo

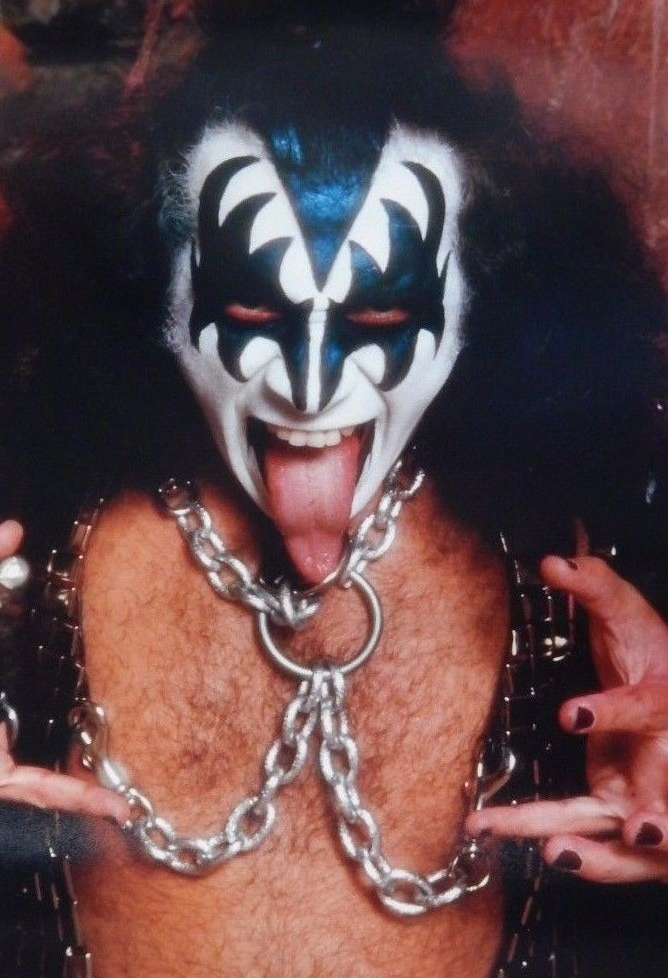
Las letras de Music from "The Elder" están inspiradas en un relato escrito por Gene Simmons —en la imagen—.

Unmasked (1980), el álbum que precedió a Music from "The Elder", fue el primer trabajo de Kiss que no contó con la participación del batería Peter Criss, a pesar de aparecer en su portada y en los créditos. Tras su publicación, el músico hizo pública su salida de la banda y le reemplazó Eric Carr, quien hizo su debut con la gira promocional de Unmasked. La baja recepción comercial del disco en los Estados Unidos llevó a que el grupo realizara su gira exclusivamente en Europa y Oceanía, donde su popularidad estaba pasando por un buen momento. En un intento por recuperar su notoriedad en los Estados Unidos, Kiss decidió que su siguiente álbum estaría orientado al sonido hard rock de sus primeros trabajos, en detrimento del estilo pop de Unmasked, y para ello, el conjunto contrató al productor Bob Ezrin, con el que habían trabajado en Destroyer (1976).

## Grabación
En marzo de 1981, Kiss se reunió en el estudio de grabación Ace in the Hole, situado en la casa del guitarrista Ace Frehley en Connecticut para trabajar en su siguiente álbum de estudio, cuyo título provisional era Rockin' with the Boys. Sin embargo, tras la llegada de Bob Ezrin, el grupo cambió la idea original por la realización de un álbum conceptual como recomendación del productor después de que este leyera un relato de ficción del bajista Gene Simmons. Ezrin también recomendó a la banda que se trasladara a sus estudios de Toronto, algo que no agradó a Frehley, quien optó por grabar sus pistas en su casa y enviarlas más tarde al productor. Sin embargo, durante la mezcla del álbum, Ezrin determinó no incluir varios de los solos grabados por el guitarrista.
Music from "The Elder" supuso el debut de Eric Carr, aunque Bob Ezrin decidió que fuera Allan Schwartzberg —que había participado en el álbum en solitario de Gene Simmons— el que grabara las partes de batería en los temas «I» y «Odyssey». Según Simmons, con Peter Criss esa situación habría sido un problema, mientras que «Eric, aunque no estaba feliz con ello, lo aceptó». Ezrin también contó en el disco con la participación de la Orquesta Sinfónica Americana y el coro de St. Robert.

## Música y temática

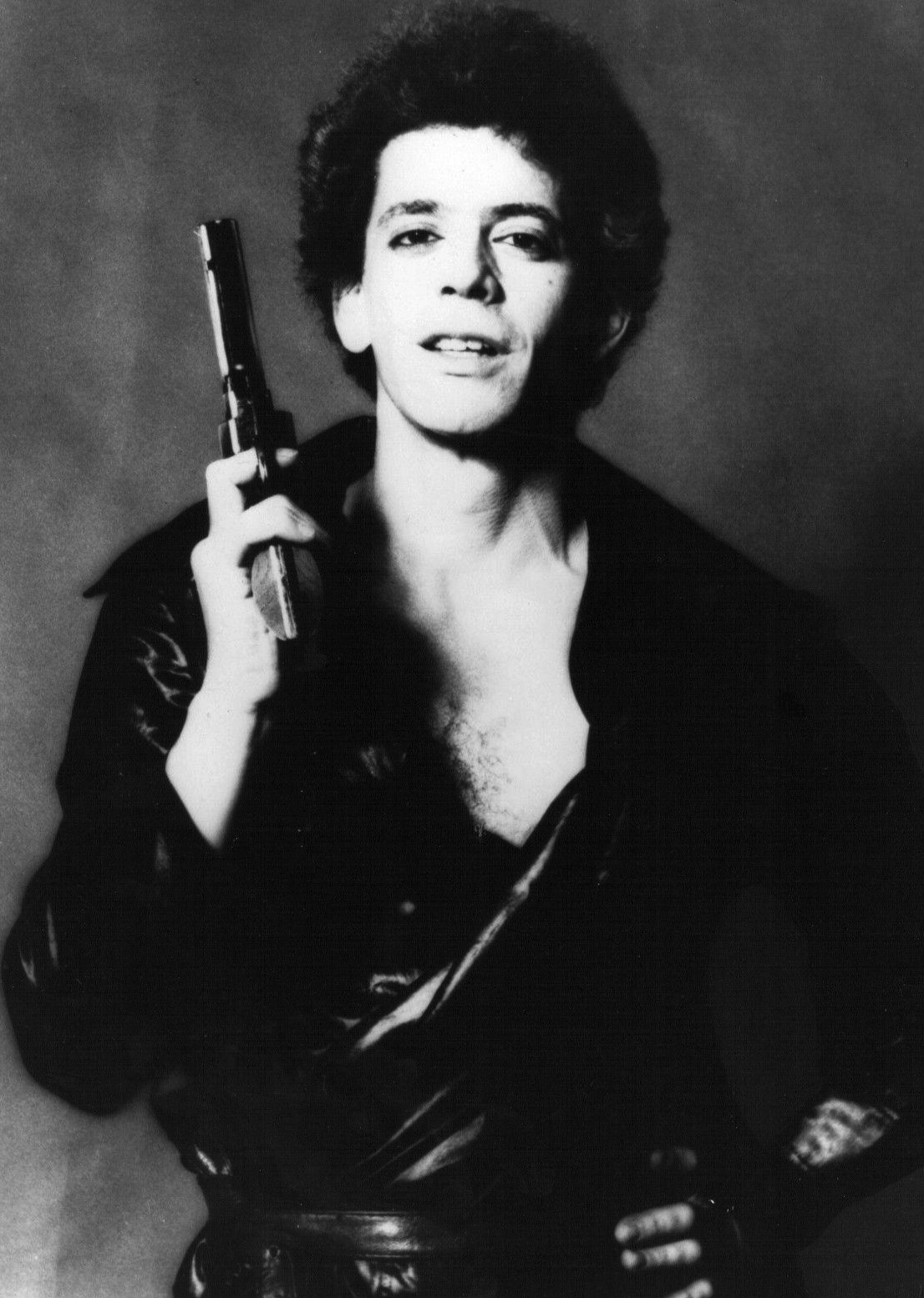
Lou Reed escribió las letras de varias de las canciones para adaptarlas a la historia.

Las letras de Music from "The Elder" relatan la historia de un joven héroe —The Boy— que deberá ser entrenado por el Consejo de los ancianos —en inglés: Council of Elders—, una sociedad secreta que forma parte de la Orden de la rosa —en inglés: Order of the Rose— para combatir el mal. La odisea está contada desde la perspectiva del protagonista, quien tendrá que luchar contra la adversidad y sus propias dudas gracias a su guía Morpheus, quien le acompañará en su trayecto hasta su enfrentamiento con el antagonista de su aventura, Mr. Blackwell. Gene Simmons fue el autor de la historia, que desarrolló a partir de la frase: «When the earth was young they were already old» —en español: Cuando La Tierra era joven, ellos ya eran viejos— la cual llamó la atención de Bob Ezrin, quien contactó con Lou Reed para adaptar algunas de las letras de las canciones a la trama. De acuerdo con el bajista, el grupo estuvo cerca de conseguir un acuerdo para filmar una película a la que el álbum serviría como banda sonora y que incluso había contratado algunos actores para interpretar a los personajes principales, pero el fracaso comercial del álbum provocó que dicho largometraje no llegara a realizarse.
El álbum comienza con uno de sus temas más duros; «The Oath», compuesta por Ezrin y Paul Stanley, cantada en falsete por el segundo y cuyos riffs serían reutilizados en «Keep Me Comin'» y «I've Had Enough (Into the Fire)». Por su parte, la instrumental «Fanfare» es un pieza neoclásica interpretada con instrumentos medievales con la intención de crear una atmósfera fantástica para la historia. Ezrin y Stanley también crearon «Just a Boy», la cual relata el sentimiento del protagonista de estar exento de responsabilidades debido a su edad. El productor la calificó posteriormente como «fenomenal» y apuntó que «debería estar en Broadway, no en un disco de Kiss». La siguiente pista es «Dark Light», compuesta originalmente por Ace Frehley con el título «Don't Run» a partir de un riff creado por Anton Fig —batería en Dynasty y Unmasked—. Para su inclusión en el álbum, Lou Reed escribió una nueva letra para adaptarla a la historia, mientras que Ezrin grabó las partes de bajo. «Only You», compuesta por Simmons en un estudio de Cleveland y a la que posteriormente Ezrin añadió partes de otros de sus temas, contó con las voces principales del bajista y de Stanley. Por su parte, «Under the Rose» compuesta originalmente por Eric Carr, sufrió varios cambios después de que Simmons le añadiera melodías y la letra e incorporó un coro de voces masculinas.
La cara B de Music from "The Elder" comienza con su primer sencillo, «A World Without Heroes». Este tema, originalmente titulado «Every Little Bit of Your Heart» lo escribió Stanley y luego lo arregló Ezrin; mientras que Simmons, que asumió el papel de vocalista, le puso letra con la ayuda de Reed, quien aportó la estrofa «A world without heroes is like a world without sun» —en español: Un mundo sin héroes es como un mundo sin sol—. Frehley no participó en esta pista, debido a su negativa a volar a Toronto, por lo que Stanley fue quien realizó el solo. «Mr. Blackwell», acreditada a Simmons y al letrista Lou Reed, trata sobre el principal antagonista de la historia. Por su parte, «Escape from the Island» es una pista instrumental compuesta por Frehley, Carr y Ezrin que nació durante una improvisación entre los tres músicos en el sótano de la casa del productor en Montreal y en la que Ezrin grabó las partes de bajo. «Odyssey» es una versión de una canción de Tony Powers, quien interpretó el piano en la grabación de Kiss y que orientó su letra hacia el concepto del tiempo. «I», uno de los temas publicados como sencillos, tuvo a Simmons como compositor, quien la calificó como «semi-autobiográfica» y que centró su letra en su «filosofía de vida». Ezrin, quien le remarcó que «necesitaban una canción que definiera en que trataba la historia», añadió algunas letras y tomó la decisión de que fuera Allan Schwartzberg y no Carr el que tocara la batería, al igual que en «Odyssey».

## Diseño artístico

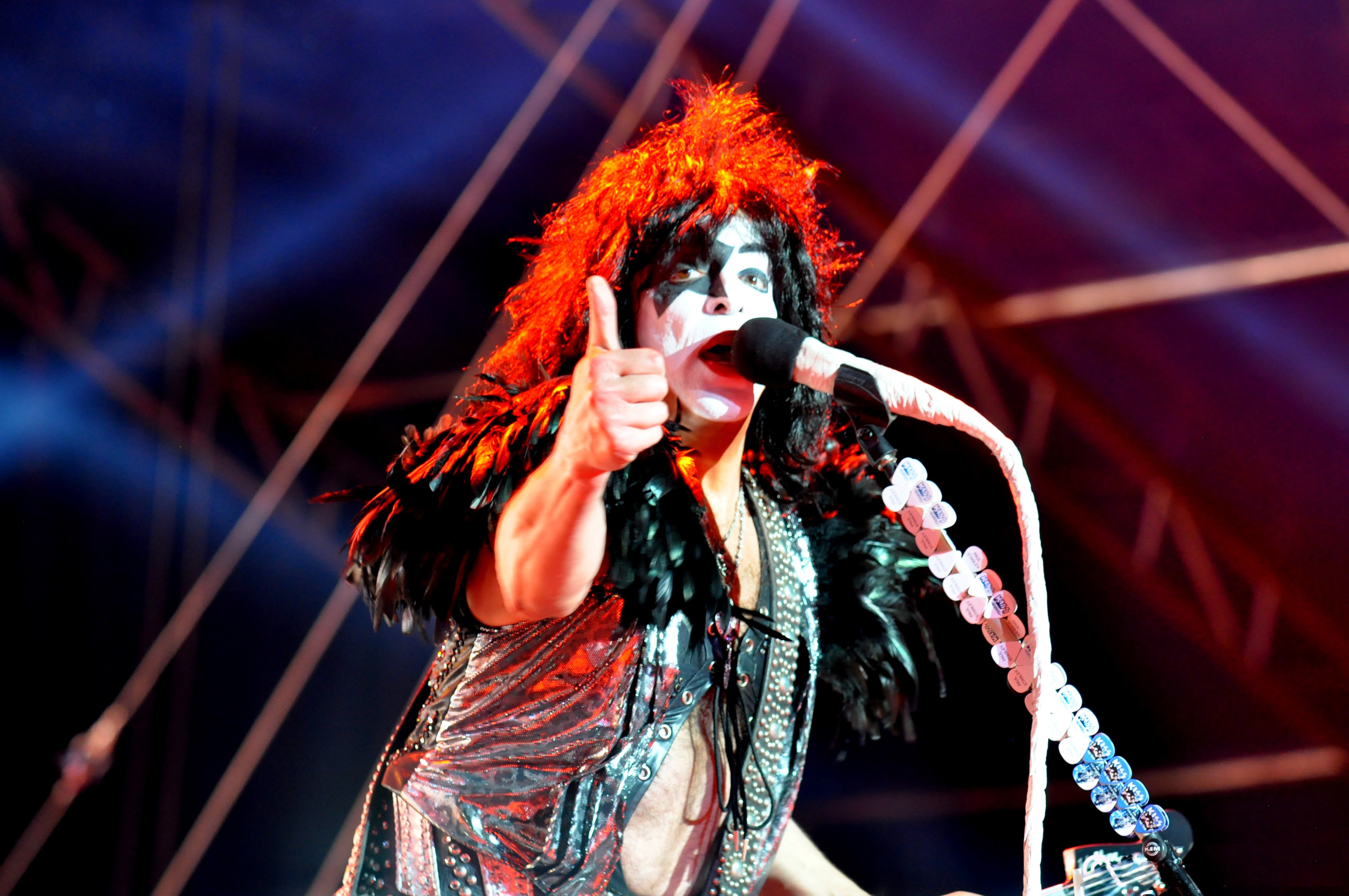
La portada del álbum muestra la mano de Paul Stanley —en la imagen actuando en 2012— cercana a una puerta de madera.

Music from "The Elder" fue el primer álbum de estudio de Kiss que no contó en su portada con la imagen de los miembros del grupo; en su lugar, la carátula expone la mano de Paul Stanley próxima a la aldaba de una puerta de madera. Al tratarse de un disco conceptual, la banda optó por una portada inusual, por lo que el diseñador artístico Dennis Woloch, con el que el grupo había trabajado con anterioridad, recorrió Nueva York en busca de una puerta llamativa, hasta finalmente decantarse por la de la iglesia metodista de Park Avenue. Woloch tomó una foto y luego se la pasó a uno de sus asociados para que hiciera una réplica de la puerta original. Aunque originalmente iba a ser un modelo de manos el que apareciera en la portada, Stanley insistió en asumir él ese rol; sin embargo, un día antes de tomar la foto el músico sufrió una herida en uno de los dedos, por lo que tuvo que ser retocada.  Por su parte, el libreto muestra una gran mesa de madera, un candelabro y cuatro sillas ornamentadas.

## Recepción

### Comercial
Music from "The Elder" salió a la venta el 10 de noviembre de 1981 a través de Casablanca Records y alcanzó el puesto 75 del Billboard 200, la peor posición para el grupo desde Hotter Than Hell (1974). El disco fue además su primer trabajo de estudio que no consiguió siquiera la certificación de disco de oro de la RIAA. Al igual que su antecesor, Unmasked, el álbum tuvo una mejor recepción comercial fuera de los Estados Unidos; especialmente en Japón, Australia y en el centro y norte de Europa.
«A World Without Heroes» fue publicado el 17 de noviembre como el primer sencillo de Music from "The Elder"; en los Estados Unidos únicamente llegó al puesto 56, mientras que en el Reino Unido se situó en la posición 55. «I», editado el 23 de noviembre, fue el siguiente sencillo y obtuvo su mejor posicionamiento en Italia, donde alcanzó el top 10.

### Crítica
Tras su lanzamiento, Music from "The Elder" recibió críticas pésimas. Greg Prato de Allmusic señaló que su música «no es la característica de Kiss» y que algunas de las canciones «podrían haber sido clásicos si las presumidas e indescifrables letras fueran sustituidas». Prato remarcó que solo dos temas «se asemejan a los Kiss de antaño (“Dark Light” y “Escape from the Island”)», mientras que el resto «son realmente vergonzosos». Jason Josephes de Pitchfork Media lo calificó como «el punto más bajo de la existencia de la banda» y señaló que «tres de las canciones fueron co-escritas por Lou Reed y todavía siguen sonando tan anónimas como las demás». Josephes terminó su reseña diciendo: «Vaya un horrible, horrible, horrible álbum». Nathan Rabin de A.V Club escribió que «The Elder sigue siendo una marca perdurable de vergüenza para un grupo que aparentemente carece de ella» e indicó: «Piense en Music from "The Elder" como lo que realmente es; un desalentador callejón sin salida disfrazado de un nuevo comienzo». Rob Fitzpatrick del periódico The Guardian lo describió como «una lección de cómo alejar por completo a tu base de fans» y como un intento de Kiss «por conseguir credibilidad». Steve Steward del Dallas Observer describió al álbum como un «fracaso hilarante», aunque remarcó que tiene «algunos buenos momentos, como el solo de “A World Without Heroes”, aunque es difícil de escuchar debido a tu propia risa». Por su parte, el sitio web Ultimate Classic Rock situó a Music from "The Elder" en el puesto 21 de su lista de los mejores álbumes de estudio del grupo.
Por otro lado, la revista Rolling Stone, la cual hasta entonces había criticado de manera negativa a los trabajos del grupo, tuvo comentarios relativamente mejores esta vez. El crítico de dicha publicación, J.D. Considine, escribió que «sus canciones son pegadizas, las interpretaciones respetables y a pesar de su concepto, Music from "The Elder" es mejor que cualquier cosa que el grupo haya grabado en años». Considine también destacó la labor de Bob Ezrin, que según él «redujo las fanfarronerías de la banda y añadió dulces orquestaciones» y finalizó su crítica calificándolo como «un álbum de Kiss que puedes escuchar sin sentir vergüenza».
Con el paso del tiempo, el disco se convirtió en una pieza de culto y, a pesar de la desaprobación de los miembros de la banda, es uno de los favoritos de sus aficionados. El periodista Chuck Klosterman calificó en el sitio Grantland al álbum «como indiscutiblemente el más fascinante de Kiss» y señaló que este trabajo «nunca podrá ser apreciado de manera objetiva, a menos que encontremos la manera de mostrárselo a alguien que le guste el rock clásico teatral y que no tenga ni idea de que Kiss exista». Por su parte, John Longstreth, batería de Gorguts, defendió a Music from "The Elder" en la revista Decibel. Longstreth remarcó que la escucha inicial de «The Oath» fue «una experiencia impactante» y que el coro masculino en «Under the Rose» le «asustó hasta el punto de evitar la canción», aunque con el tiempo llegó a ser, en su opinión, un tema sobresaliente. El músico comentó además que a pesar de la salida de Peter Criss y de que «mucha gente (incluida a la banda) odia este álbum» a él le encantó. Por su parte, Daniel Margolis de la revista Complex escribió que Music from "The Elder" «es realmente bueno» y que «Kiss suena más renovada y que la inclusión de la orquesta, los pasajes instrumentales y el diálogo le da al álbum un alcance épico».

## Promoción

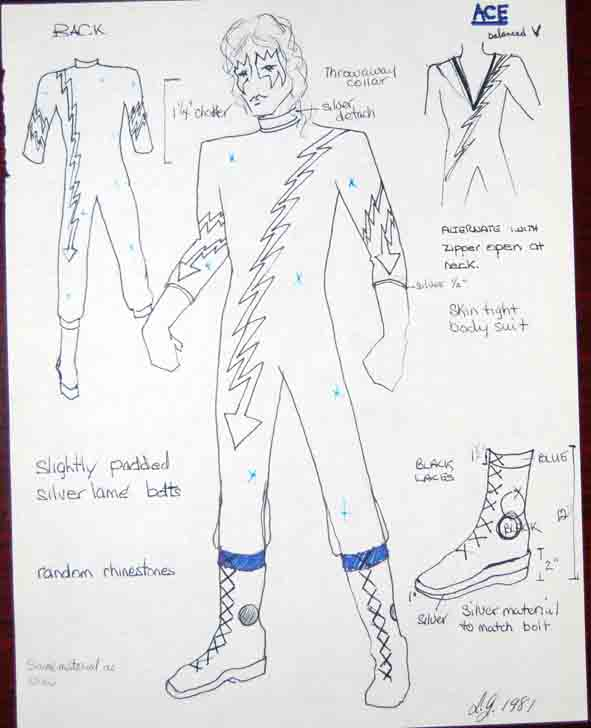
Boceto del traje utilizado por Ace Frehley durante las presentaciones promocionales de Music from "The Elder".

Para adaptar su imagen a su álbum conceptual, los integrantes de Kiss decidieron cortar sus melenas y emplear unos trajes menos extravagantes que los utilizados en la promoción de Unmasked, en un intento por parecer serios. Por su parte, la discográfica del grupo decidió modificar el orden de las canciones para enfatizar los sencillos potenciales «The Oath» y «A World Without Heroes», algo que alteró la trama conceptual. Sin embargo, en su reedición en CD en 1997, los temas aparecieron en su orden original.
Tras el fracaso comercial del disco, la banda desechó la idea de realizar una gira y optó por presentarse en programas televisivos y grabar dos vídeos para «A World Without Heroes» y «I». De todas las apariciones en televisión promocionando Music from "The Elder", la única en la que el grupo actuó en directo fue en el programa de ABC Fridays, en enero de 1982 y en donde interpretó «The Oath», «A World Without Heroes» y «I». Por su parte, la última intervención promocional del álbum tuvo lugar dos semanas más tarde, en la discoteca Studio 54 de Nueva York, donde Kiss interpretó en playback «I» para su retransmisión vía satélite en el festival de San Remo. Ace Frehley no apareció en esa ocasión y sus compañeros tuvieron que actuar como trío. Según Gene Simmons, el guardia de seguridad de la banda y varias limusinas fueron a casa del guitarrista para llevarlo a Nueva York, pero este estaba en un estado lamentable. Frehley, cada vez más desencantado por su rol en Kiss, abandonaría el conjunto poco después.
Una vez que la agrupación terminó la etapa de promoción de Music from "The Elder", sus integrantes decidieron ignorar este lanzamiento, a pesar de que sus canciones son de las más solicitadas en sus conciertos. «A World Without Heroes» sería interpretada en formato acústico para el álbum en directo Kiss Unplugged (1996).

## Lista de canciones
Versión original
| Cara A |                  |                                                |                  |          |  |
| N.º    | Título           | Escritor(es)                                   | Voz principal    | Duración |  |
| 1.     | «The Oath»       | Paul Stanley, Bob Ezrin                        | Paul Stanley     | 4:32     |  |
| 2.     | «Fanfare»        | Stanley, Ezrin                                 | (Instrumental)   | 1:00     |  |
| 3.     | «Just a Boy»     | Stanley, Ezrin                                 | Stanley          | 2:30     |  |
| 4.     | «Dark Light»     | Ace Frehley, Gene Simmons, Anton Fig, Lou Reed | Frehley          | 4:12     |  |
| 5.     | «Only You»       | Simmons                                        | Simmons, Stanley | 4:19     |  |
| 6.     | «Under the Rose» | Simmons, Eric Carr                             | Simmons          | 4:49     |  |

| Cara B |                          |                               |                  |          |  |
| N.º    | Título                   | Escritor(es)                  | Voz principal    | Duración |  |
| 1.     | «A World Without Heroes» | Stanley, Simmons, Ezrin, Reed | Simmons          | 2:40     |  |
| 2.     | «Mr. Blackwell»          | Simmons, Reed                 | Simmons          | 4:58     |  |
| 3.     | «Escape from the Island» | Frehley, Carr, Ezrin          | (Instrumental)   | 2:50     |  |
| 4.     | «Odyssey»                | Tony Powers                   | Stanley          | 5:36     |  |
| 5.     | «I»                      | Simmons, Ezrin                | Simmons, Stanley | 3:52     |  |
| 6.     | «Finale»                 | Stanley, Ezrin                | (Instrumental)   | 1:05     |  |

| Versión remasterizada de 1997 |                          |                               |                  |          |  |
| N.º                           | Título                   | Escritor(es)                  | Voz principal    | Duración |  |
| 1.                            | «Fanfare»                | Paul Stanley, Ezrin           | (Instrumental)   | 1:22     |  |
| 2.                            | «Just a Boy»             | Stanley, Ezrin                | Stanley          | 2:25     |  |
| 3.                            | «Odyssey»                | Powers                        | Stanley          | 5:37     |  |
| 4.                            | «Only You»               | Simmons                       | Simmons, Stanley | 4:17     |  |
| 5.                            | «Under the Rose»         | Simmons, Carr                 | Simmons          | 4:52     |  |
| 6.                            | «Dark Light»             | Frehley, Simmons, Fig, Reed   | Frehley          | 4:19     |  |
| 7.                            | «A World Without Heroes» | Stanley, Simmons, Ezrin, Reed | Simmons          | 2:41     |  |
| 8.                            | «The Oath»               | Stanley, Ezrin, Powers        | Stanley          | 4:32     |  |
| 9.                            | «Mr. Blackwell»          | Simmons, Reed                 | Simmons          | 4:53     |  |
| 10.                           | «Escape from the Island» | Frehley, Carr, Ezrin          | (Instrumental)   | 2:52     |  |
| 11.                           | «I»                      | Simmons, Ezrin                | Stanley, Simmons | 5:04     |  |

## Créditos
Kiss
- Paul Stanley - guitarra rítmica, voz, guitarra solista
- Ace Frehley - guitarra solista, voz
- Gene Simmons - bajo, guitarra rítmica, voz
- Eric Carr - batería, percusión, coros

| Músicos de sesión - Bob Ezrin - teclado, bajo en «Escape from the Island» - Allan Schwartzberg - batería en «I» y «Odyssey» - Tony Powers - piano en «Odyssey» - St. Robert's Choir - coros - Orquesta Sinfónica Americana | Producción - Bob Ezrin - producción - David Brown, Kevin Doyle, Rob Freeman y Corky Stasiak - ingeniería - Ted Jensen - masterización - Michael Kamen - arreglos orquestales - David Spindel - fotografía - Dennis Woloch - dirección artística |

Fuente: Allmusic.

## Posición en las listas
| País           | Lista                    | Mejor posición | Ref.   |
| -------------- | ------------------------ | -------------- | ------ |
| Alemania       | German Albums Chart      | 10             | [ 27 ] |
| Australia      | Kent Report Albums chart | 11             | [ 26 ] |
| Austria        | Alben Top 75             | 12             | [ 27 ] |
| Estados Unidos | Billboard 200            | 75             | [ 24 ] |
| Italia         | FIMI Albums Chart        | 23             | [ 43 ] |
| Japón          | Oricon Album chart       | 7              | [ 25 ] |
| Noruega        | Topp 40 Album            | 7              | [ 44 ] |
| Países Bajos   | Album Top 100            | 39             | [ 1 ]  |
| Reino Unido    | UK Albums Chart          | 51             | [ 28 ] |
| Suecia         | Sverigetopplistan        | 17             | [ 45 ] |

| País                     | Lista                    | Mejor posición           | Ref.                     |                          |                          |                          |                          |                          |                          |                          |                          |                          |                          |
| «A World Without Heroes» | «A World Without Heroes» | «A World Without Heroes» | «A World Without Heroes» | «A World Without Heroes» | «A World Without Heroes» | «A World Without Heroes» | «A World Without Heroes» | «A World Without Heroes» | «A World Without Heroes» | «A World Without Heroes» | «A World Without Heroes» | «A World Without Heroes» | «A World Without Heroes» |
| ------------------------ | ------------------------ | ------------------------ | ------------------------ | ------------------------ | ------------------------ | ------------------------ | ------------------------ | ------------------------ | ------------------------ | ------------------------ | ------------------------ | ------------------------ | ------------------------ |
| Estados Unidos           | Billboard Hot 100        | 56                       | [ 24 ]                   |                          |                          |                          |                          |                          |                          |                          |                          |                          |                          |
| Reino Unido              | UK Singles Chart         | 55                       | [ 28 ]                   |                          |                          |                          |                          |                          |                          |                          |                          |                          |                          |
| «I»                      |                          |                          |                          |                          |                          |                          |                          |                          |                          |                          |                          |                          |                          |
| Alemania                 | German Singles Chart     | 62                       | [ 4 ]                    |                          |                          |                          |                          |                          |                          |                          |                          |                          |                          |
| Países Bajos             | Single Top 100           | 48                       | [ 4 ]                    |                          |                          |                          |                          |                          |                          |                          |                          |                          |                          |

## Videos musicales
- «A World Without Heroes» [46]

Director: Bruce Gowers
Año: 1981
- «I» [47]

Director: Bruce Gowers
Año: 1981
Fuente: Mvdbase.